# حجت‌آباد (جغتای)
حجت‌آباد، روستایی است از توابع بخش هلالی و در شهرستان جغتای استان خراسان رضوی ایران.این روستا اوایل انقلاب با اسکان عشایر میاندشت تشکیل شد ، مردم این روستا شیعه مذهب هستند، شغل اکثر اهالی این روستا کشاورزی و دامداری ست ، روستای حجت اباد دارای ۱۰حلقه چاه اب زیر زمینی می باشد

## جمعیت
این روستا در دهستان میان جوین قرار داشته و بر اساس سرشماری سال ۱۳۸۵ جمعیت آن ۶۰۰ نفر (۱۲۶ خانوار)
بوده‌است.